# Kazimierz (gmina w województwie stalinogrodzkim)
Kazimierz – dawna gmina wiejska o charakterze miejskim, istniejąca w latach 1950–1954 w woj. śląskim, katowickim i stalinogrodzkim (dzisiejsze woj. śląskie). Siedzibą gminy był Kazimierz (obecnie dzielnica Sosnowca).
Gmina została utworzona w dniu 1 stycznia 1950 roku w woj. śląskim (od 6 lipca 1950 roku pod nazwą woj. katowickie a od 9 marca 1953 jako woj. stalinogrodzkie), w powiecie będzińskim, z części obszaru znoszonej gminy Olkusko-Siewierskiej (z gromad Kazimierz, Maczki, Ostrowy Górnicze i Porąbka). Według stanu z dnia 1 lipca 1952 roku gmina Kazimierz była podzielona na 4 gromady: Kazimierz, Maczki, Ostrowy Górnicze i Porąbka.
1 stycznia 1953 do gminy Kazimierz przyłączono część gromady Grabocin z gminy Strzemieszyce Wielkie. Gmina została zniesiona 29 września 1954 roku wraz z reformą wprowadzającą gromady w miejsce gmin, a jej obszar przekształcony w gromady. W kolejnych latach gromady te otrzymywały prawa osiedla, prawa miejskie bądź zostawały włączane do sąsiednich ośrodków miejskich (szczegóły w artykule poniżej).